# Гаши, Дардан
Дардан Гаши (алб. Dardan Gashi) (род. 3 июля 1969 г.) — косовский албанский политик и автор, который был министром окружающей среды и планирования с 2011 по 2014 год.
Дардан Гаши родился в Косово 3 июля 1969 года. Переехал в Австрию, где изучал коммуникационные и политические науки в Венском университете. После получения степени он продолжил свою карьеру в качестве избирательного руководителя в Организации по безопасности и сотрудничеству в Европе (ОБСЕ) в Боснии и Герцеговине. В 1997 году он стал должностным лицом по выборам, начальником полевого отделения в Федерации Брчко. В том же году он переехал в Хорватию в качестве наблюдателя за соблюдением прав человека и провёл следующий год на различных должностях в рамках миссий ОБСЕ на Балканах.
Во время войны в Косово Гаши работал с Контрольной миссией Косово в качестве сотрудника по связям с общественностью Секретариата ОБСЕ в Вене. После войны он возобновил свою работу с ОБСЕ и внёс вклад в планы институционального строительства, медиаполитики и выборов.
В 2000 году он участвовал в работе Международной кризисной группы, уголовном трибунале Организации Объединённых Наций по бывшей Югославии (МТБЮ), Европейской инициативе стабильности и т.д.
С 2005 по 2008 год Гаши работал в офисе заместителя премьер-министра / администрации Министерства местного самоуправления в Косово. Первоначально он возглавлял рабочую группу по децентрализации и участвовал в качестве старшего советника на всех встречах во время венских переговоров. Между тем, Гаши также возглавлял рабочую группу по возвращению в рамках процесса прямого диалога с Белградом.
В июне 2010 года Гаши стал заместителем министра европейской интеграции. Он занимал эту должность до января 2011 года, когда ему предложили стать министром окружающей среды после национальных выборов 2010 года.
Во время мандата Дардана Гаши Министерству окружающей среды и пространственного планирования удалось приблизить законодательство Республики Косово к законодательству Европейского союза. Что касается загрязнения воздуха, министерство заставило крупные корпорации, также известные как крупнейшие загрязнители (Косовская энергетическая корпорация, Ferronikel, Sharrcem и т. д.), установить фильтры для предотвращения дальнейшего загрязнения воздуха.
В ноябре 2011 года, по просьбе министра Гаши, Правительство Республики Косово прекратило незаконную эксплуатацию песка и гравия в бассейнах рек Косова. Это решение было встречено гражданами и общественными организациями как одно из лучших решений, необходимых для защиты окружающей среды. С тех пор незаконная эксплуатация данных ресурсов зашла в тупик, что привело к инвестициям министерства и муниципалитетов для реконструкции берегов рек.
В области пространственного планирования министр Гаши в сотрудничестве с Агентством США по международному развитию был привержен реформированию Закона о строительстве. После реформирования процесса подачи заявки на получение разрешения на строительство, рейтинг Косова в отчёте «Ведение бизнеса» вырос с 177-го до 144-го места в 2012 году.
В дополнение к политике Гаши написал / был соавтором нескольких книг, в том числе «На службе у диктатора», Albanien: archaisch, orientalisch, europaeisch (Албания: архаичная, восточная, европейская), Durch das Land der Hirten und Helden (Через землю пастухов и героев) и т. д.